# BitFlyer
bitFlyer（ビットフライヤー）は、株式会社bitFlyerが運営している、日本の暗号資産取引所。
株式会社bitFlyerは、一般社団法人日本ブロックチェーン協会（JBA）の設立を主導した主幹企業で、創業者の加納裕三が代表取締役を務めている。

## 取り扱う暗号資産
- BTC：Bitcoin（ビットコイン）
- ETH　：Ethereum（イーサリアム）
- ETC：Ethereum Classic（イーサリアムクラシック)
- BCH：Bitcoin Cash（ビットコインキャッシュ）
- LTC：Litecoin（ライトコイン）
- MONA：Monacoin（モナコイン）
- LSK：Lisk（リスク）
- XRP：Ripple（リップル）
- BAT：Basic Attention Token（ベーシックアテンショントークン）
- XLM：Stellar Lumens（ステラルーメン）
- XEM：NEM（ネム）
- XTZ：Tezos（テゾス（英語版））
- DOT：Polkadot（ポルカドット）
- LINK：Chainlink（チェーンリンク）
- XYM：Symbol（シンボル）
- Matic：Polygon（ポリゴン）
- MKR：Maker（メイカー）
- ZPG：Zipangcoin（ジパングコイン）
- FLR：Flare（フレア）
- SHIB：Shiba Inu（シバイヌ）
- PLT：Palette Token（パレットトークン）

## 業務提携
- VOYAGE MARKETING（PeX）[11]
- マネーフォワード[12]
- モッピー[13]
- Tポイントジャパン[14]
- BOBG社[15]

## 沿革
- 2014年（平成26年）
  - 1月9日 - 株式会社bitFlyer設立[16]。加納裕三が代表取締役就任。
  - 7月7日 - 東京都千代田区永田町に移転。
- 2015年（平成27年）
  - 4月7日 - ブロックチェーン視覚化ツール、chainFlyerをリリース[17]
  - 5月11日 - ポイント交換サイト「モッピー」でビットコインへの交換サービスを開始[18]
  - 12月17日 - ポイント交換サイト「ポイントエクスチェンジ」でビットコインへの交換サービス開始[19]
- 2016年（平成28年）
  - 1月20日 - ポイント交換サイト「PeX」でビットコインへの交換サービスを開始[20]
  - 2月3日 - 株式会社マネーフォワードとの業務提携 発表[21]
  - 2月22日 - 新サービス「ビットコインをもらう」提供開始[22]
  - 3月22日 - FX専業で初となる、セントラル短資FXとの「ビットコインプレゼントキャンペーン」実施[23]
  - 4月28日 - FX専業で初となる、マネースクウェア・ジャパンとポイント交換連携を実施[24]
  - 8月15日 - bitFlyerが2016年上半期のビットコイン取引量国内第1位を達成[25]
  - 9月7日 - ビットコインとVプリカ（ライフカード社発行）の交換サービスを開始[26]
  - 11月24日 - ビットコイン事業者向けサイバー保険を共同開発[27]
  - 12月23日 - 次世代ブロックチェーンを小用した技術 miyabi を開発、スマートコントラクトにも対応[28]
- 2017年（平成29年）
  - 6月1日 - 仮想通貨取引利用者の メールアドレス・パスワード等の盗取による不正出金被害の補償を開始[29]
  - 6月30日 - 国内初 仮想通貨交換事業者向け 仮想通貨決済サービスに関わる賠償責任保険を共同開発[30]
  - 8月2日 - ビットコインキャッシュ（Bitcoin Cash : ティッカーコード:BCH） の取扱いを開始[31]
  - 8月4日 - 丸井グループにビットコイン決済サービス提供開始[32]
  - 9月29日 - 仮想通貨交換業者登録完了を発表[33]
  - 10月6日 - ビットコインを円建てでチャージができる「bitFlyer VISA プリペイドカード」発行 開始発表[34]
  - 10月25日 - 本社移転[35]
  - 11月13日 - 多摩大学ルール形成戦略研究所が発足した「ICO（Initial Coin Offering）ビジネス研究会」に代表取締役 加納が技術アドバイザーとして参画 を発表[36][37]
  - 11月29日 - bitFlyer USA, Inc. のBitLicense取得及び米国事業開始を発表[38]
  - 12月15日 - IDOMへのビットコイン決済サービス提供を発表[39]
- 2018年（平成30年）
  - 1月16日 - Lightning 現物（BTC/JPY）と Lightning FX の価格乖離の縮小を目的とした「SFD」導入予定を発表[40]
  - 1月23日 - bitFlyer EUROPE S.A.の Payment Institution License取得 及び欧州事業開始 発表。 日本・米国・欧州連合における仮想通貨交換業のライセンス取得は世界初[41]
  - 2月2日 - プライベート・ブロックチェーン「miyabi」を活用した 保険申込書類の確認業務における実証実験を開始を発表 [42]
  - 2月8日 - 株式会社pafin（旧クリプタクト）と業務提携
  - 2月13日 - 業界初 三井住友銀行提供の参照系・更新系 API との連携を開始  を発表 [43]
- 2019年
  - 2019年（平成31年）1月25日 - 平子惠生が代表取締役就任[44]
  - 2019年（令和元年）8月20日 - bitFlyer とＴポイント・ジャパンとの業務提携。Ｔポイントを「ビットコイン」に交換可能に[45]
- 2020年（令和2年）
  - 3月11日 - 日米欧の合計顧客数が250万人突破[46]
  - 3月30日 - 三根公博が代表取締役就任[47]
- 2021年（令和3年）
  - 3月30日 - 林邦良が代表取締役就任[48]
  - 12月3日 - 日本初のビットコインが貯まるクレジットカード「bitFlyer クレカ」を発行開始（発行会社は株式会社アプラス）[49]
- 2023年（令和5年）
  - 3月30日 - 加納裕三が代表取締役就任[50]
- 2024年（令和6年）
  - 6月20日 - アメリカ合衆国デラウェア州破産裁判所の承認を前提として、2022年11月にアメリカの連邦破産法を申請したFTXの日本法人を買収することを発表[51][52]。

## CM
- 成海璃子が出演し、ロシアの曲「コロブチカ」のリズムに合わせて社名が連呼される構成[53]。
- 松本人志が出演[54]
- 2024年9月1日より、本田翼を起用した広告を展開[55]